# Stadio di Suez
Lo stadio di Suez (in arabo: ملعب السويس, Suez Stadium) è un impianto sportivo che può contenere 27.000 spettatori.
Ospita le partite delle squadre egiziane del Suez Cement, del Suez SC e del Petrojet, che utilizzano questa struttura per le proprie partite casalinghe. Inoltre ha ospitato diverse partite della Coppa d'Africa 2019, tra le quali un quarto di finale.